# Підсічно-вогнева система землеробства

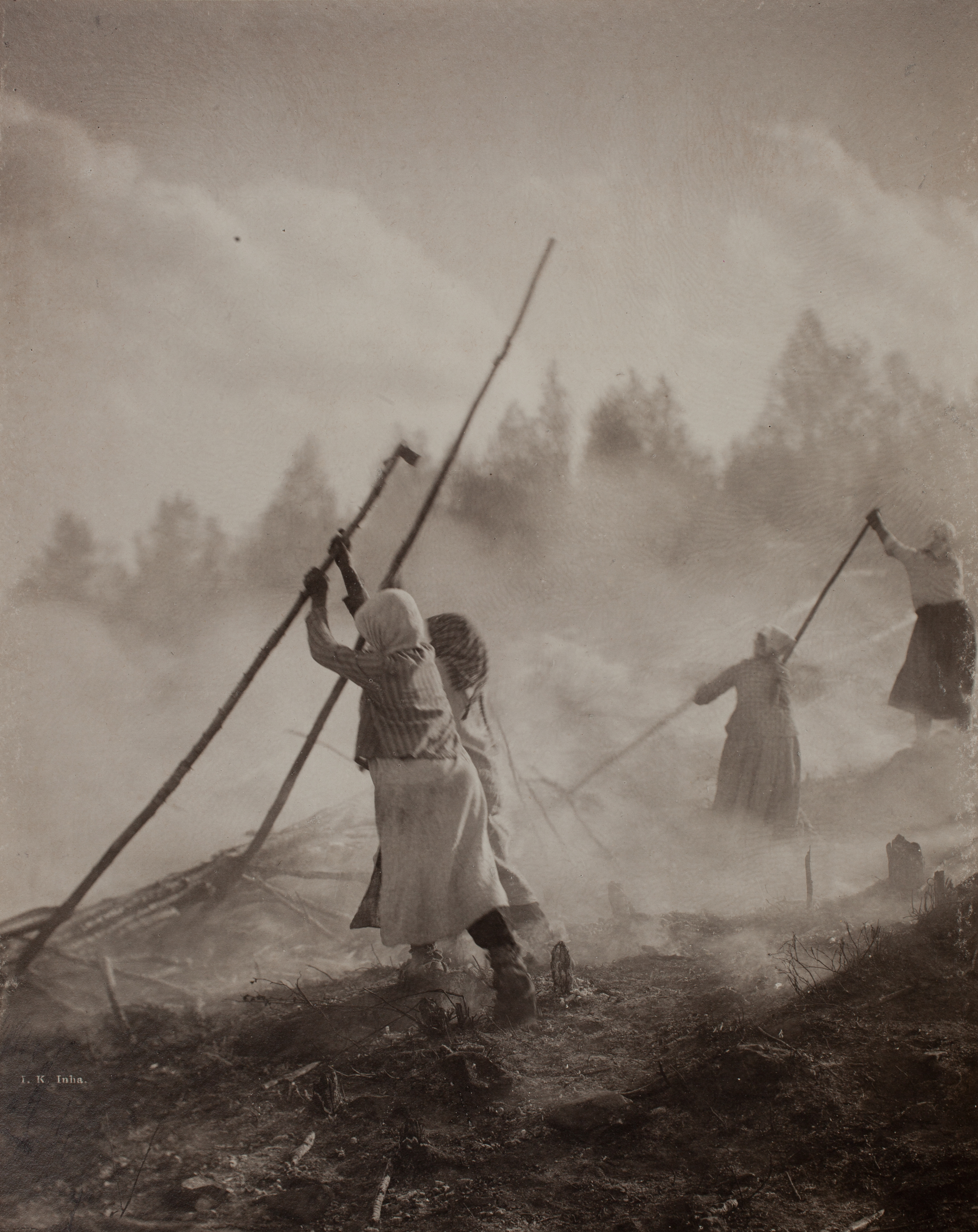
Підсічно-випалювальна практика в Фінляндії, 1893.

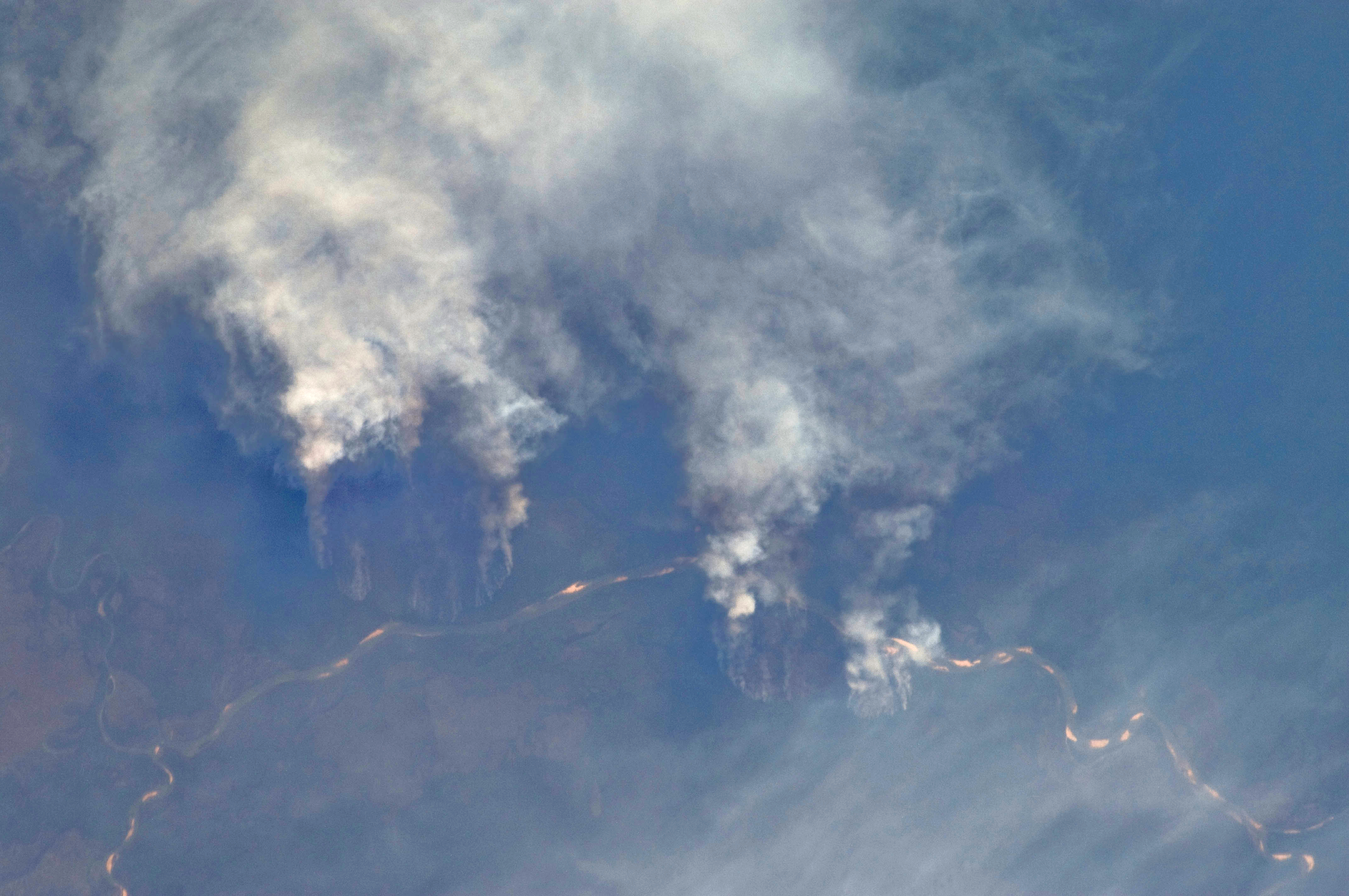
Фотографія з космосу, яка ілюструє випалювання лісів вздовж річки Ріо-Ксінгу в штаті Мато Гроссо, Бразилія.

Підсічно-вогневе землеробство (також, підсічне, або вогневе, або вирубне (підсічне), або вирубно-вогнева система) — одна з примітивних стародавніх систем безорного безтяглового землеробства в лісовій зоні, заснована на випалюванні лісу і посадці на цьому місці культурних рослин. При тривалому терміні перелогу характеризується досить високою врожайністю одиниці оброблюваної території та досить високою продуктивністю праці, але через те, що більша частина території виявляється при цьому в кожний даний момент під перелогом, загальна продуктивність праці для цього типу землеробства вкрай низька. Після вирубування дерев і кущів та їх спалення в процесі підготовки нової ділянки орної землі, зола використовується як добриво. З виснаженням землі на певній ділянці, її залишали, і таким самим чином готували іншу. 

## Поширення
Підсічно-вогневе землеробство було поширене в зоні широколистяних лісів як Європи, так і Азії з епохи неоліту; в гірських і північних тайгових лісах помірного поясу воно зберігалося у деяких слов'янських і германських народів до середини XIX століття. У Південній Європі воно пережило себе вже на початку XIX століття, однак у таких районах, як Арденські гори або на острові Корсика, проіснувало до середини XIX століття. Зберігалося воно до середини XIX століття і в широкій зоні лісів Північної Америки у європейських переселенців. В Україні у ХІХ ст. залишки цієї системи побутували тільки подекуди у Карпатах і на Поліссі.
Різновиди підсічно-вогневого землеробства з тропічними культурами і тепер широко поширені в Центральній Африці (система «чітамене» у народів банту), Південно-Східної Азії («ладанг» — у бірманців, в'єтнамців та ін.), Океанії (у папуасів Нової Гвінеї та ін.), в індіанців Південної і Центральної Америки («мільпа») тощо.
Наприклад, в Африці чоловіки обрубують з дерев ножами гілки, а жінки укладають їх (разом із сухою травою і чагарником) товстим шаром на полі. Після спалювання перед початком дощів роблять посадки, оточивши ділянку масивною огорожею. Переважають змішані посіви зернових (просо), бобових і коренеплодів. Просо на другий рік змінює арахіс, на третій рік переважають бобові. У гірських тропічних лісах папуаси Нової Гвінеї ліс вирубували і очищали ділянки кам'яними сокирами і дерев'яними ручними веслоподібними знаряддями. Посіви захищаються огорожами від диких свиней. Посіви культурних рослин, як правило, змішані.
Така система застосовувалася східнослов'янськими племенами лісової зони. Зимовий місяць, протягом якого рубали ліс, називався «січень» (від слова «сікти» — рубати). У наступні місяці — «сухий» і «березіль», ліс сушили і спалювали. Сіяли прямо в золу, трохи розпушену дерев'яною сохою або оралом. Таке землегосподарство називається «вогневим», або «підсічним» Найчастіше сіяли просо. Але були відомі і інші злаки: пшениця, ячмінь і жито.
Павло Алеппський описав побутування в давній Україні підсічно-вогневої системи землеробства, розвинутого тваринництва, городництва і садівництва, льонарства, водяних млинів, продукування пива з ячменю, горілки з жита та вина, багато інших цікавих етнографічних рис.

## Технологія
У лісі рубали дерева або підсікали їх, підрізали кору, щоб вони висохли. Через рік ліс спалювали і сіяли прямо в попіл, який є досить хорошим добривом. Для лісової смуги Східної Європи був характерний наступний екогосподарський цикл: від 1-3 до 5-7 років на розчищеній ділянці проводилися посіви, потім використовували його як сінокіс чи пасовище (не обов'язкова фаза, до 10-12 років), а після припинення господарської діяльності через 40-60 років відновлювався ліс. Спалювання висушених на корені дерев без зрубування (а тільки здирання кори до камбію) збільшувало описаний цикл на 10-15 років. Поле після випалювання давало добрий урожай перший рік без обробки землі; потім потрібне розпушування ділянки ручними знаряддями. У зоні вторинних лісів випалювали чагарник і навіть болото, дерен. Така форма землеробства вимагає міняти час від часу місце поселення.